# Лісники (Вілейський район)
Лісники (біл. вёска Леснікі) — село в складі Вілейського району Мінської області, Білорусь. Село підпорядковане Іжовській сільській раді, розташоване в північній частині області.